# Hafizullah Amin
Hafizullah Amin (Paghman, 1 de agosto de 1929 – Cabul, 27 de dezembro de 1979) foi um revolucionário, político comunista e professor afegão. 
Amin organizou a Revolução de Saur de 1978 e ajudou a fundar a República Democrática do Afeganistão, governando o Afeganistão de 14 de setembro de 1979 até seu assassinato em 27 de dezembro do mesmo ano.

## Biografia
Nascido na cidade de Paghman, na província de Cabul, Amin estudou na Universidade de Cabul e começou sua carreira como professor antes de ir estudar duas vezes aos Estados Unidos. Durante esse tempo, Amin foi atraído pelo marxismo e se envolveu em movimentos estudantis radicais na Universidade de Wisconsin. Após seu retorno ao Afeganistão, ele usou sua posição de professor para espalhar ideologias socialistas para estudantes, e mais tarde ele se juntou ao Partido Democrático do Povo do Afeganistão (PDPA), uma nova organização de extrema-esquerda co-fundada por Nur Mohammad Taraki e Babrak Karmal. Ele concorreu como candidato nas eleições parlamentares de 1965, mas não conseguiu assegurar uma cadeira, mas em 1969 tornou-se o único Khalq eleito para o parlamento, aumentando sua posição dentro do partido. Amin foi o principal organizador da Revolução de Saur em 27 de abril de 1978, que derrubou o governo de Mohammed Daoud Khan e formou um estado pró-soviético baseado em ideais socialistas. Sendo o segundo em chefe da República Democrática, Amin logo se tornou o homem forte do regime, o principal arquiteto dos programas do estado. Uma crescente luta pessoal com o presidente Taraki acabou levando Amin a afastar o poder de luta livre, depois eliminando-o com sucesso e, mais tarde, ordenando a execução de Taraki; em 14 de setembro de 1979, Amin nomeou-se primeiro-ministro, Presidente do Conselho Revolucionário e Secretário geral do PDPA.
A curta presidência de Amin gerou controvérsias do começo ao fim. Seu governo não conseguiu resolver o problema da revolta da população contra o regime pois a situação se agravou rapidamente e as deserções e deserções do exército continuaram. Ele tentou mudar as coisas com aberturas amigáveis ao Paquistão e aos Estados Unidos, e considerou uma troca de reconhecer a fronteira da Linha Durand em troca do Paquistão para interromper o apoio aos guerrilheiros anti-regime. Milhares de pessoas desapareceram sem deixar rastros durante seu mandato. A União Soviética sob o comando de Leonid Brejnev estava insatisfeita e não confiava em Amin; eles intervieram no Afeganistão, invocando o Tratado de Amizade de 20 anos entre o Afeganistão e a União Soviética de 1978. Operativos soviéticos assassinaram Amin no Palácio de Tajbeg em 27 de dezembro de 1979 como parte da Operação Shtorm-333, dando início à Guerra Soviético-Afegã de 10 anos; ele governou por pouco mais de três meses.